# إدي غارسيا (لاعب كرة قدم أمريكية)
إدي غارسيا (بالإنجليزية: Eddie Garcia)‏ هو لاعب كرة قدم أمريكية أمريكي، ولد في 15 أبريل 1960.